# Svatý Eugendus
Sv. Eugendus také Augendus (asi 449 Izernore – 510 Condat) byl čtvrtý opat kláštera v Condatu.

## Život
Narodil se asi roku 449 v Izernore. Když mu bylo sedm let, byl dán ke svatému Romanu a svatému Lupicinu, aby byl vzděláván v Condatském opatství. Od té chvíle nikdy neopustil klášter. Vzdělával se, četl řecké a latinské autory, a byl zběhlý ve Svatých knihách. Vedl přísně asketický život, nikdy se nezasmál, údajně kvůli pasáži z Řehole svatého Benedikta, navzdory skutečnosti že Sv. Benedikt z Nursie se narodil třicet let po něm a sotva by bylo dílo známo v době Eugendovy smrti. Odmítl kněžské svěcení.
Opat Minausius ho ustanovil svým koadjutorem a poté, co kolem roku 496 zemřel, se Eugendus stal jeho nástupcem. Původní klášter, který nechal sv. Roman postavit ze dřeva, byl zničen ohněm. Eugendus nechal postavit nový z kamene a zlepšoval život komunity; dosud bratři žili v oddělených celách, podle vzoru východních asketů. Nechal také postavit klášterní kostel zasvěcený svatým apoštolům Petru, Pavlu a Ondřejovi a získal pro něj svaté relikvie; kostel byl předchůdcem přestavěného klášterního kostela, který je nyní katedrálou v Saint-Claude.
Když cítil že se blíží jeho konec, rozloučil se s bratry a zemřel po pěti dnech, ve věku 61 let.

## Úcta
Několik let po jeho smrti, jeho nástupce svatý Viventiolus, nechal zřídit svatyni nad jeho hrobem v klášterním kostele, ke kterému cestovalo mnoho poutníků. Obec která byla postavena okolo Condatského opatství se jmenuje po něm Saint-Oyand de Joux.
Svátek sv. Eugenda římskokatolická církev slaví 1. ledna, v diecézích Besançon a Saint-Claude se slaví 4. ledna. Pravoslavná církev tohoto světce též uctívá 1. ledna.